# Vera Reynolds

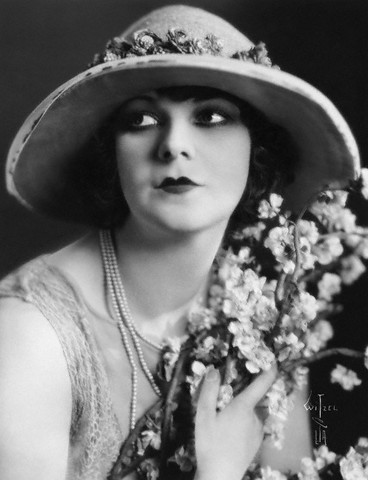
Vera Reynolds (vor 1930, Fotografie von Albert Witzel)

Vera Reynolds (* 25. November 1899 in Richmond, Virginia; † 22. April 1962 in Los Angeles, Kalifornien) war eine US-amerikanische Schauspielerin der Stummfilm- und frühen Tonfilmära.

## Leben
Vera Reynolds begann ihre Laufbahn als Tänzerin und gehörte ab 1917 der stets in Bademode auftretenden Gruppe Sennett Bathing Beauties des Filmproduzenten Mack Sennett an, die in mehreren Kurzfilmen – zumeist Komödien – zu sehen waren. Hierauf konnte Reynolds eine eigenständige Karriere als Schauspielerin aufbauen.
Reynolds hatte den Höhepunkt ihrer Karriere in den 1920er Jahren. So wirkte sie zumeist in der weiblichen Hauptrolle in mehr als 70 Filmen verschiedener Genres mit. Mit Aufkommen des Tonfilms ließ Reynolds Erfolg langsam nach. 1932 beendete sie ihre schauspielerische Laufbahn.
Vera Reynolds war bis zur Scheidung im Jahr 1926 mit dem Komiker Earl Montgomery verheiratet. Ihre zweite Ehe mit dem Schauspieler Earl Triplett Montgomery hielt von 1926 bis zu ihrem Tod an. Beide Ehen blieben kinderlos.
Vera Reynolds starb am 22. April 1962 im Alter von 62 Jahren im Krankenhaus des Motion Picture & Television Country House and Hospital. Sie wurde auf dem Valhalla Memorial Park Cemetery bestattet.

## Filmografie (Auswahl)
- 1917: Luke’s Trolley Troubles
- 1920: Dry and Thirsty
- 1922: The Pest
- 1923: Prodigal Daughters
- 1923: Woman-Proof
- 1924: Shadows of Paris
- 1924: Icebound
- 1924: Die mit Seelen Handel treiben (For Sale)
- 1924: Broken Barriers
- 1924: Deserteure des Lebens (Feet of Clay)
- 1925: The Night Club
- 1925: The Golden Bed
- 1925: The Road to Yesterday
- 1926: Silence
- 1927: The Little Adventuress
- 1927: The Main Event
- 1927: Almost Human
- 1928: The Divine Sinner
- 1930: Borrowed Wives
- 1931: The Lawless Woman
- 1932: Tangled Destinies